# Macworld/iWorld

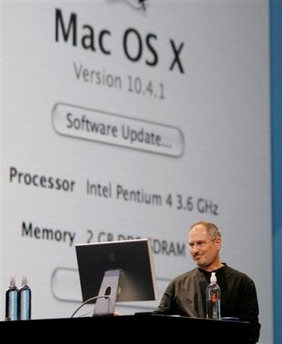
Steve Jobs

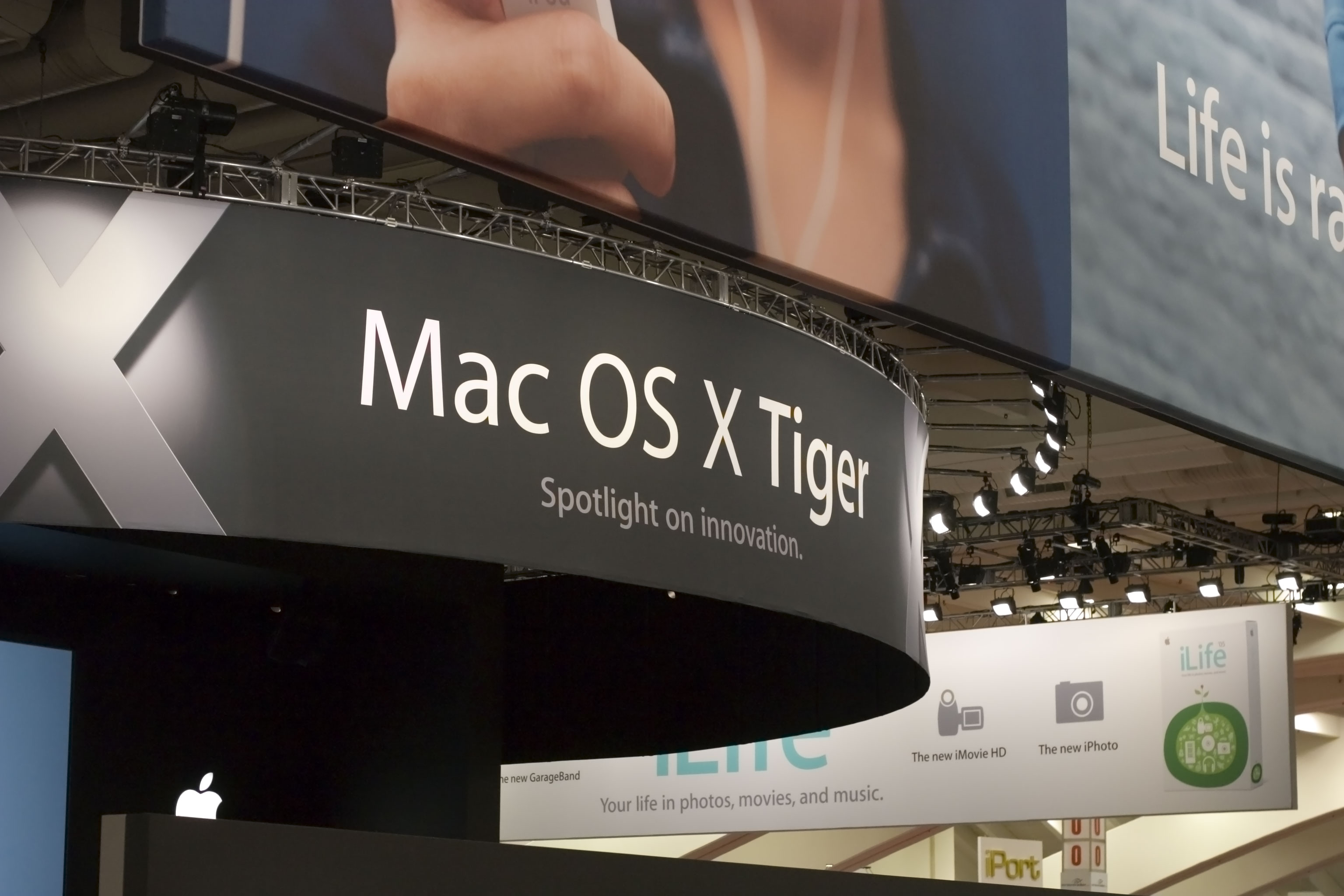
Macworld

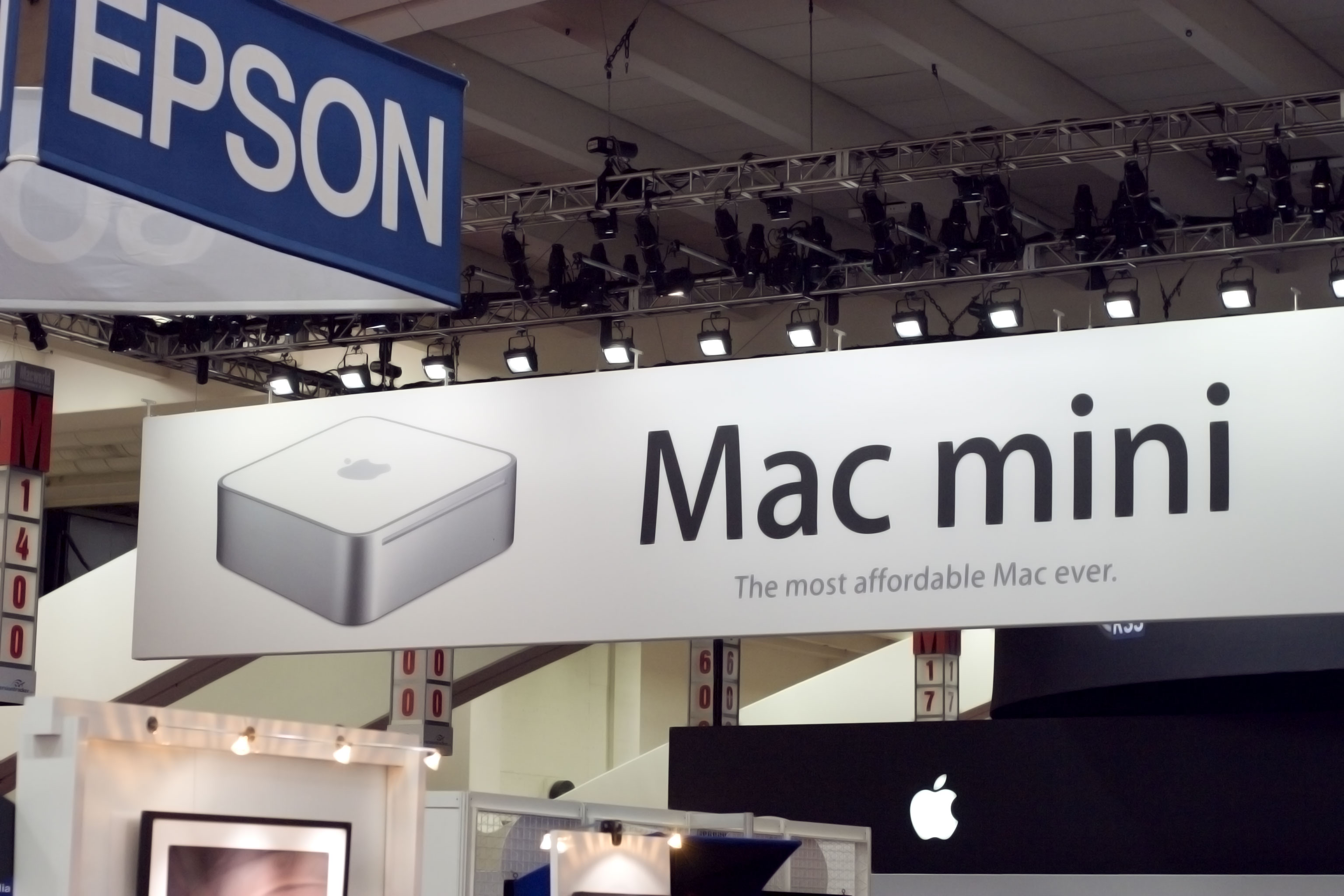
Macworld

Macworld/iWorld, foi uma feira de tecnologia da informação com faixas de conferências dedicadas à plataforma Mac da Apple. Foi realizada anualmente nos Estados Unidos durante o mês de janeiro. Originalmente Macworld Expo e depois Macworld Conference & Exposition, o encontro remonta a 1985. A conferência foi organizada pelo International Data Group (IDG), co-editor da revista Macworld.

Em 18 de dezembro de 2008, a Apple anunciou que a Macworld Conference & Expo 2009 seria a última da qual a empresa participaria. Em 14 de outubro de 2014, o IDG suspendeu o Macworld/iWorld indefinidamente.